# Wereldkampioenschappen tafeltennis 2016
Het wereldkampioenschap tafeltennis 2016 voor landenteams werd van 28 februari tot 6 maart 2016 gehouden in het Malawati Stadium te Kuala Lumpur, Maleisië. Het is de drieënvijftigste editie van dit kampioenschap. Zowel bij de mannen als bij de vrouwen begon China aan het toernooi als titelverdediger.

## Uitslagen
| Categorie           | Goud                                                       | Zilver                                                                     | Brons |
| ------------------- | ---------------------------------------------------------- | -------------------------------------------------------------------------- | --- |
| Mannenteam Details  | China Fan Zhendong Fang Bo Ma Long Xu Xin Zhang Jike       | Japan Kenta Matsudaira Jun Mizutani Koki Niwa Yuya Oshima Maharu Yoshimura | Zuid-Korea Jang Woo-jin Jeong Sang-eun Jeong Young-sik Joo Sae-hyuk Lee Sang-su Engeland Paul Drinkhall Liam Pitchford Sam Walker               |
| Vrouwenteam Details | China Chen Meng Ding Ning Li Xiaoxia Liu Shiwen Zhu Yuling | Japan Ai Fukuhara Yui Hamamoto Kasumi Ishikawa Mima Ito Misako Wakamiya    | Noord-Korea Cha Hyo-sim Kim Song-i Ri Mi-gyong Ri Myong-sun Chinees Taipei Chen Szu-yu Cheng Hsien-tzu Cheng I-ching Lin Chia-hui Liu Hsing-yin |